# Most čez Pišnico
Most preko Pišnice v Kranjski Gori je cestni ločni most razpona 35 m s tlorisno zakrivljeno osjo. Nahaja se na cesti Kranjska Gora–Vršič v bližini jezera Jasna. Poleg konstruktorske obdelave so projektanti glavno pozornost namenili oblikovanju mostu ter njegovi vklopitvi v gorsko okolje Triglavskega narodnega parka. Most je bil končan leta 1989. 

## Osnovni podatki
Izgradnja mostu je bila potrebna zaradi dotrajanosti starega lesenega mostu ter prestavitve trase z izboljšanimi cestnimi elementi. Neposredna bližina jezera Jasna, turističnega centra Kranjske Gore ter Triglavskega narodnega parka je pogojevala visoke zahteve glede oblikovanja mostu, zato je bila izbrana ločna konstrukcija, ki pa je uvita tudi po horizontali, kjer sledi cestnemu radiju. Tako zasnovana nosilna konstrukcija je postala izziv tudi v konstrukterskem pogledu.

## Projektiranje
V avgustu 1988 je bil izdelan izvedbeni projekt mostu z montažnimi nosilci razpona približno 28 m, nakar se je spomladi 1989 pričela gradnja. Po zakoličbi in izkopu gradbene jame za temelje so ugotovili, da predpostavke o nosilnem terenu iz geomehanskega poročila ne držijo. Predvidene skale pod naplavljenim gruščem ni bilo. Ker postavitev opornika v strugo na naplavljen grušč ali delno preko pilotov na skalo ni bilo izvedljivo, so bili projektanti prisiljeni odstopiti od izbrane variante ter izbrati in izdelati novo. Skupaj z investitorji so se odločili za varianto z ločno ploščo s povečanim razponom 35 m v monolitni izvedbi, kar je ustrezalo tudi izvajalcem. Projektiranje je potekalo od junija do avgusta 1989.

## Izgradnja
Temeljenje je bilo zvedeno na dveh pasovnih temeljih. Klasičnih opornikov ni, nadomeščajo jih stene, ki so podaljšane do skal. Izvedba loka je bila klasična na odru; betonirali so ga v dveh fazah: v prvi je potekalo betoniranje obeh polovic odra od podpor proti temenu (okoli 125 m3 betona v 7 urah), v drugi pa zalivanje temenske fuge po okoli 2–3 tednih, odvisno od trajanja izvedbe sten. Gradnjo konstrukcije je izvajal Gradis GE Jesenice od junija do decembra 1989. 

## Oblikovanje
S tlorisno zakrivljenostjo je dosežena zveznost linijskega poteka konstrukcije in cestne plošče. Glavna nosilna konstrukcija je poudarjena z zamaknitvijo vertikalnih sten z roba ločne plošče, tako da obris ločne plošče izstopi. Sekundarni pomen in smer nosilnosti bočnih sten se nakaže tudi z vertikalnimi fugami. Pri zožitvi pločnika na prehodu z mostu je izveden razgledni balkon, ki kompenzira razliko med različnimi širinami hodnikov, predstavlja razgledno točko na most in smiselno zaključuje objekt. Dodatni oblikovni elementi mostu so še robni venci, ograje in ambientalne luči, prvotno steklene buče, ki pa so jih zamenjali z LED-svetilkami. 